# Кизил-Хай
Кизил-Хай (тув. Кызыл-Хая) — село у сумоні Моген-Бурен Монгун-Тайгінського кожууна Республіки Тива (Росія). Відстань до центру республіки міста Кизила 376 км, до районного центру Мугир-Акси 55 км до Москви 3785 км.